# Борха Льянсоль де Романи, Хуан (младший)
Хуа́н де Бо́рха (Бо́рджиа) Льянсо́ль де Романи́ (мла́дший) (исп. Juan de Borja Llançol de Romaní; 1470 год, Валенсия — 17 января 1500 года, Фоссомброне) — кардинал и дипломат. Кардинал-дьякон церкви Санта-Мария-ин-Виа-Лата с 1496 года, Администратор архиепархии Валенсии с 1499 года.

## Семья
Второй из восьми детей Джофре де Борха Лансоля, 9-го барона Виллалонга, и Хуаны де Монкада. Правнучатый племянник папы Каликста III. Внучатый племянник папы Александра VI. Троюродный брат кардинала Хуана де Борха Льянсоль де Романи старшего. Брат кардинала Педро Луиса де Борха Льянсоль де Романи. Двоюродный племянник кардинала Чезаре Борджиа.

## Ранние годы
С 1481 года был деканом кафедрального собора Валенсии. С 1494 года — губернатор Сполето. Апостольский протонотарий.

## Епископ
С 19 сентября 1494 года по 3 декабря 1498 года — епископ Мелфи. В 1495 году — губернатор Перуджи. Был нунцием в Неаполе. С 1496 года по 15 октября 1498 года — архиепископ-митрополит Капуи.

## Кардинал
Был возведён в сан кардинала-дьякона на консистории 19 февраля 1496 года; 24 февраля 1496 года получил красную шляпу и титул Санта-Мария-ин-Виа-Лата и стал викарием Папы в Риме. 18 декабря 1496 прибыл в Рим и проживал в Апостольском дворце. 6 мая 1497 года сопровождал папу в Остию. С 22 мая 1497 года — Папский легат в Перудже и Умбрии; 2 декабря 1497 года вернулся в Рим, а 13 июня 1498 года снова отправился в Перуджу. 19 декабря 1498 года он был отправлен в Витербо, где возникли серьезные проблемы. Он сопровождал папу Остии с 28 января по 31 января 1499 года. С 9 августа 1499 года — легат a latere в Венецианской республике. С 6 сентября 1499 года и до своей смерти занимал пост администратора митрополии Валенсии (никогда не посещал архиепархию). Так же, пожизненно занимал посты Аббата commendatario монастыря Санта-Мария-де-Патерниани и с 11 октября 1499 года легата в Болонье. Он также был назначен командующим папских войск.

## Смерть
17 января 1500 года, ночью, умер от злокачественной лихорадки в Фоссомброне. Его тело было доставлено в Рим и он был похоронен в церкви Санта-Мария-дель-Пополо.